# Żyły piersiowo-nabrzuszne
Żyły piersiowo-nabrzuszne (łac. venae thoraco-epigastricae) – w anatomii człowieka żyły skórne przedniej ściany tułowia, które w tkance podskórnej wytwarzają sieć naczyń wspólnie ze splotem żylnym otoczki brodawki sutkowej i żyłami żebrowo-pachowymi. Żyły piersiowo-nabrzuszne biegną powierzchownie wzdłuż przednio-bocznej ściany tułowia od pachy do rozworu odpiszczelowego. Krew jest kierowana do jamy pachowej (żyły piersiowej bocznej) i do rozworu odpiszczelowego (do żyły nabrzusznej powierzchownej, gałęzi żyły udowej, lub do samej żyły udowej).